# Kuparić
Kuparić (Cupareo, Cuparich, Cuppareo, Cuppareus), splitska obrtnička, građanska i kasnije plemićka obitelj koja se prvotno naselila na otok Šoltu, gdje se rodonačelnik obitelji Filip spominje 1412. godine. Dvadeset godine poslije zabilježen je u Trogiru kao majstor za izradu crjepova (kuparstvo), po čemu su njegovi prezime.
Sredinom 15. stoljeća Filipov sin Mihovil naselio se u Split, gdje su se njegovi potomci nastavili baviti obrtničkim i težačkim poslovima (obućarstvo, vinogradarstvo). Tijekom 16. stoljeća splitska grana obitelji se obogatila trgovinom te su stekli ugled i istaknut položaj među građanstvom, nakon čega se članovi obitelji spominju u svećeničkim i upravnim zvanjima.
U 17. stoljeću je Frane († oko 1650.) prokurator građana i pučana koji se 1621. godine oženio trogirskom plemkinjom Petricom Mazzarello s kojom je imao sinove Bernarda (1631. – 1694.), Ivana (1635. – 1694.) i Dujma (1637. – 1719.) te kćeri Jakovicu (1629. – 1665.) i Elizabetu (1633. – 1698.). Ivan je završio studij crkvenog i civilnog prava u Padovi te postao arhiđakon u Splitu te kanonik od 1669. godine, da bi 1683. godine bio imenovan trogirskim biskupom. Njegova braća Bernard i Dujam postali su nasljednici zakupljenih zemalja u Grohotama.
Dana 6. srpnja 1671. godine članovi obitelji Kuparić primljeni su u splitsko plemstvo na temelju odobrenja mletačkog Senata. Posljednji izdanak obitelji bio je Dujam koji je umro 1719. godine, ostavivši nezakonitog sina Jerolima. Prema Dujmovoj oporuci nasljedili su ga unuci, braća Dujam i Nikola Dinaričić.